# Nyenskans
Nyenskans (litt. « Fort de la Neva ») était une place forte suédoise édifiée en 1611 à l'embouchure de la Neva en Ingrie. Prise en 1703 par Pierre le Grand, elle forma le noyau de la nouvelle capitale de l'empire russe, Saint-Pétersbourg en Russie.

## Histoire
La petite ville de Nyen, commença à se développer au pied de la forteresse, bénéficia des privilèges urbains et devint le chef-lieu de l’Ingrie suédoise en 1642. Les actes de baptême montrent qu'à l'époque la population était majoritairement finnoise, avec des apports suédois et prussiens. En 1656, l'invasion russe toucha sérieusement la ville, et la Couronne de Suède déplaça le centre administratif d'Ingrie à Narva. Comptoir suédois stratégique, Nyen fut entièrement incendiée en 1702 par les autorités pour éviter qu'elle puisse servir de plate-forme de tir contre la forteresse en cas d'invasion russe. 
Pourtant le 1er mai 1703, au cours de la Grande guerre du Nord, la forteresse de Nyenskans fut prise par Pierre le Grand et rebaptisée Schlotburg (« goulot »), en référence au long rétrécissement de la Neva qu'elle surplombait. Elle se trouvait à l'opposé de Chlisselbourg (naguère appelée Nöteborg en suédois), à l'autre extrémité de la Neva. Le dernier commandant suédois de Nyenskans fut le colonel Johan Apolloff, précédé du colonel Alexander Pereswetoff-Morath (deux fils de boyards russes entrés au service de la Suède dans les premières décennies du XVIIe siècle).
Devenue russe, la forteresse ne fut investie que l'espace de quelques semaines, car bientôt le tsar décida d'un projet autrement ambitieux, à savoir établir non loin de là une ville fortifiée entièrement nouvelle : Saint-Pétersbourg. Il ne subsiste aucun vestige des remparts de Nyen (le site a accueilli une zone industrielle depuis), mais le 15 juin 2000 on a édifié un monument à l'emplacement de l'ancien fort, à l'embouchure de l’Okhta, d'après un projet de V. A. Reppo. Enfin au début de l'hiver 2007, des fouilles archéologiques ont permis de mettre au jour des vestiges des bastions de la forteresse suédoise.
En mai 2003 (pour le tricentenaire de Saint-Pétersbourg), le musée local a organisé dans la forteresse une exposition intitulée "700 years: Landskrona, the Neva Mouth, Nyenschantz".